# تاترا تی ۸۱۶

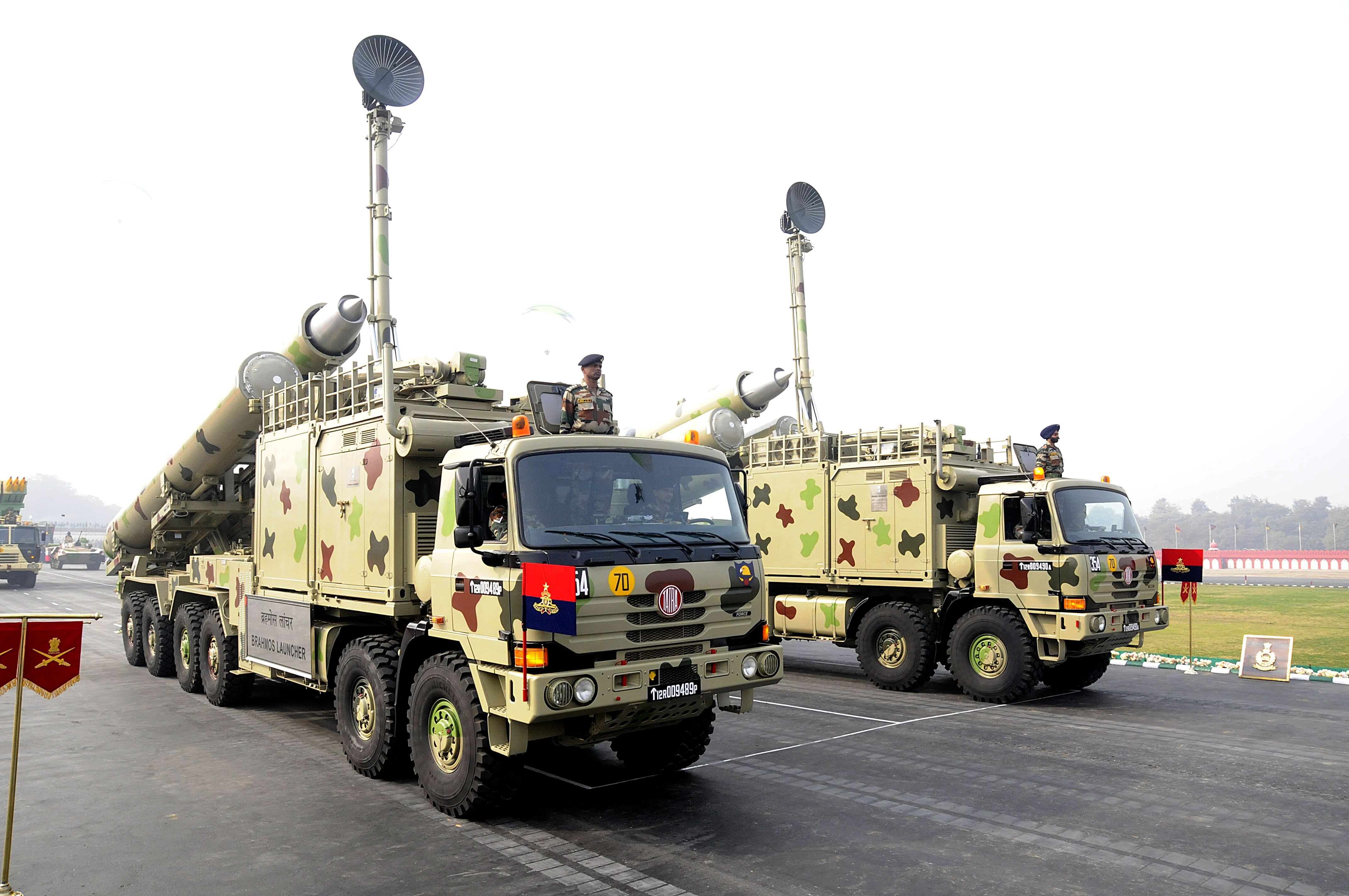
تصویرتاترا تی ۸۱۶

تاترا تی ۸۱۶ (Tatra T ۸۱۶) خودرویی است که از سال ۲۰۰۶ تا کنون در موراوی و جمهوری چک تولید شده‌است. است. سیستم جعبه‌دندهٔ آن به صورت دستی است.